# Wiktar Trus
Wiktar Iwanawitsch Trus (belarussisch Віктар Іванавіч Трус, international nach englischer Umschrift Viktar Trus; * 5. Mai 1996) ist ein belarussischer Leichtathlet, der sich auf den Diskuswurf spezialisiert hat.

## Karriere
Wiktar Trus nahm 2013 bei den Leichtathletik-Jugendweltmeisterschaften in Donezk, Ukraine, erstmals an einem bedeutenderen internationalen Wettbewerb teil, schied in demselben aber bereits in der Qualifikation aus, ohne den Wettkampfstandard von 58,00 m (1,50-kg-Diskus) erreicht zu haben.
Zwei Jahre später warf sich Trus bei den Leichtathletik-Junioreneuropameisterschaften im schwedischen Eskilstuna mit einer persönlichen Bestleistung von 61,30 m (1,75-kg-Diskus) auf Rang sechs.
2017 positionierte sich Trus zunächst beim Wurf-Europacup im spanischen Las Palmas de Gran Canaria mit erzielten 58,41 m auf Platz vier, ehe ihm in Lille, Frankreich, bei der Leichtathletik-Team-Europameisterschaft 58,35 m zum neunten Rang reichten. Gut drei Wochen später wurde Trus bei den Leichtathletik-U23-Europameisterschaften im polnischen Bydgoszcz mit 58,47 m Vierter.
Im März 2018 belegte Trus beim Wurf-Europacup in Leiria, Portugal, bei geworfenen 58,66 m Position zwei.
2019 trat Trus bei der Sommer-Universiade im italienischen Neapel an, wo er sich mit 59,95 m auf den achten Platz begab.
2017, 2018 und 2020 wurde Trus belarussischer Meister im Diskuswurf.